# Гиркания
Гиркания (др.-греч. Ὑρκανία из др.-перс. 𐎺𐎼𐎣𐎠𐎴 Varkāna — «Страна волков») — греческое название области вдоль юго-восточного берега Каспийского моря, в бассейне современных рек Гурган и Атрек, входившая в состав Персии.

## Географическое расположение
С запада Гиркания граничила с Мидией, а с востока — Бактрией.

## История
Обитатели Гиркании в древности были кочевниками. По Гиркании в древности Каспийское море называлось Гирканским.
Во времена Кира область входила в состав сатрапии Партава (Парфия). После смерти Дария I Гиркания стала самостоятельной сатрапией и позже объединена с Мидией, в то время как Партава — с Хорезмом. Столицей региона являлся город Задракарта (вероятно нынешний Горган).
Во время вторжения Александра Македонского после смерти Дария III сатрап Гиркании Фратаферн признал власть македонян, снова объединивших сатрапию с Парфией.
Регион был завоёван парфянами у Селевкидов при царе Тиридате вскоре после его коронования. Во время правления Вологеза в Гиркании поднялось восстание, и в 72 году н. э. сатрапией управлял независимый царь.
Шахиншах из династии Сасанидов Хосров II Парвиз назначил Смбата Багратуни марзпаном Гиркании.
В XIX веке на территории Гиркании существовали персидские провинции Мазендеран и Астрабад. В настоящее время Гиркания входит в состав Ирана и Туркменистана.

## Правители
Гиркания (столица Задракарта).
- Фратаферн (331—323 до н. э.)
- Филипп (323—318 до н. э.)
- Эвтидем (318—315 до н. э.)
- Стасанор (315—312 до н. э.)
- 312 до н. э. — завоевание Селевкидами[9]

## Упоминание в литературе
Ксенофонт в «Киропедии» упоминает, что гирканцы соблюдали один из древнейших обычаев войны: «врагов, добровольно сдавших оружие, они не убивали». В ходе войн с парфянами в римской культуре к середине I века н. э. появляются выражения и эпитеты о Востоке и Парфии. Вергилий упоминал гирканскую собаку, а Клавдиан — тигра (хотя в этот момент на Востоке Риму противостояли уже Сасаниды).
У Роберта Говарда в его саге о Конане вымышленная страна монголоподобных кочевников на востоке от моря Вилайет называется Гирканией.